# Levantamento de peso nos Jogos Pan-Americanos de 2011 - Até 56 kg masculino
A categoria até 56 kg masculino do levantamento de peso nos Jogos Pan-Americanos de 2011 foi disputada em 23 de outubro no Fórum de Halterofilismo com sete halterofilistas de quatro países.

## Calendário
Horário local (UTC-6).
| Data          | Horário | Fase  |
| ------------- | ------- | ----- |
| 23 de outubro | 12:00   | Final |

## Medalhistas
| Ouro   | CUB Sergio Álvarez |
| Prata  | COL Sergio Rada    |
| Bronze | MEX José Montes    |

## Resultados
| Pos.              | Nome               | País            | Grupo | Peso (kg) | Arranque (kg) | Arremesso (kg) | Total (kg) |
| ----------------- | ------------------ | --------------- | ----- | --------- | ------------- | -------------- | ---------- |
| Medalha de ouro   | Sergio Álvarez     | CUB Cuba        | A     | 55.91     | 119           | 148            | 267        |
| Medalha de prata  | Sergio Rada        | COL Colômbia    | A     | 55.60     | 120           | 146            | 266        |
| Medalha de bronze | José Montes        | MEX México      | A     | 55.33     | 112           | 150            | 262        |
| 4                 | Francisco Mosquera | COL Colômbia    | A     | 55.58     | 117           | 145            | 262        |
| 5                 | Julio Salamanca    | ESA El Salvador | A     | 55.38     | 110           | 140            | 250        |
| 6                 | Marvin Aquino      | ESA El Salvador | A     | 55.43     | 108           | 135            | 243        |
| 7                 | Roger Can          | MEX México      | A     | 54.89     | 100           | 128            | 228        |